# Карл Кристоф фон Дона
Карл Кристоф фон Дона (на немски: Karl Christof Burggraf von Dohna; * 14 ноември 1595; † 4 януари 1625) е бургграф и граф на Дона, господар на Мускау.
Той е син на бургграф и граф Кристоф III фон Дона-Мускау († 1596, Франкфурт на Одер) и съпругата му Анна фон Биберщайн († 1596), дъщеря на Балтазар фон Биберщайн († 1558/1564) и Доротея Шенк фон Ландсберг (1524 – 1587). Внук е на бургграф Каспар II фон Дона († сл. 1490) и правнук на бургграф Кристоф I фон Дона († сл. 1481). Потомък е на бургграф Еркенберт фон Дона († 1126).
Той умира на 29 години на 4 януари 1625 г.

## Фамилия
Карл Кристоф фон Дона се жени на 3 ноември 1618 г. за Урсула Бригита фон дер Шуленбург-Либерозе. Те имат две деца:
- Урсула Катарина цу Дона (* 23 април 1622; † 3 ноември 1674), наследничка на Мускау, омъжена на 11 декември 1644 г. за фрайхер Курт Райнике фон Каленберг (* 7 септември 1607, Ветезинген; † 7 май 1672, Дрезден), граф на Мускау; имат осем деца
- Каспар Вилхелм цу Дона (* 20 август 1623; † 16 декември 1623)